# مسجد جامع تلمسان
مسجد جامع تلمسان در ۱۰۸۲ در تلمسان، الجزائر ساخته شده است، از بِه‌نمونه‌های مانده از معماری مُرابطیان است. در زمان یوسف بن تاشفین ساخته شد، اما به‌دست فرزندش، (علی بن یوسف) به‌طور برجسته‌ای بازسازی و گسترانیده شد. تاریخ کتیبه این بازسازی به سال ۱۱۳۶ است. سلطان یغمراسن بن زیان (۱۲۳۶–۱۲۸۳)، بنیانگذار سلسله بنو زیان در تلمسان، یک بخش با یک مناره و گنبد در قرن سیزذهم م به این مسجد افروزد. در کنار مسجد استفاده می‌شود محکمه و مدرسه‌ای مشهور در نزدیکی این مسجد جای دارد. کتیبهٔ بنیانگذاری آن این متن را دارد:
بسم الله الرحمن الرحیم وصلی الله علی محمد وعلی آله وسلم هذا مما أمر بعمله الأمیر الأجل... أیده الله وأعز نصره وأدام دولته، وکان إتمامه علی ید الفقیه الأجل القاضی الأوصل أبی الحسن علی بن عبد الرحمن ابن علی أدام الله عزهم فتم فی شهر جمادی الأخیر عام ثلاثین وخمسمائة.